# Glycyphana fadilae
Glycyphana fadilae är en skalbaggsart som beskrevs av Miksic 1967. Glycyphana fadilae ingår i släktet Glycyphana och familjen Cetoniidae. Inga underarter finns listade i Catalogue of Life.